# Nănești
Nănești je obec v župě Vrancea v Rumunsku. Žije zde přibližně 1 800 obyvatel. Součástí obce jsou i dvě okolní vesnice.

## Části obce
- Nănești – 1 111 obyvatel
- Călienii Noi – 267 obyvatel
- Călienii Vechi – 471 obyvatel